# 수마트라코뿔소
수마트라코뿔소(Sumatran rhinoceros)는 코뿔소에 속하는 희귀한 종으로, 현존하는 다섯 종의 코뿔소 중 하나이다. 이 종은 수마트라코뿔소속의 유일한 현존 종이다. 이 코뿔소는 가장 작은 코뿔소이지만 여전히 큰 포유류이다. 어깨 높이는 112~145cm, 머리와 몸통 길이는 2.36~3.18m, 꼬리 길이는 35~70cm이다. 몸무게는 500~1,000kg이며 평균 700~800kg에 달하는 것으로 보고되고 있다. 두 아프리카 종과 마찬가지로 두 개의 뿔을 가지고 있으며, 큰 뿔은 보통 15~25cm의 비강 뿔이고, 다른 뿔은 보통 가시이다. 붉은 갈색 털로 덮여 있는 털이 수마트라코뿔소의 몸 대부분을 덮고 있다.
수마트라코뿔소는 한때 인도, 부탄, 방글라데시, 미얀마, 라오스, 태국, 말레이시아, 인도네시아, 중국 남서부, 특히 쓰촨성에서 우림, 늪, 운무림에 서식했다. 현재 야생에는 수마트라섬 4마리, 보르네오섬 1마리 등 총 5마리의 실질적인 개체 수가 남아 있어 심각한 멸종위기에 처해 있다. 이 종은 2019년 말레이시아에서 멸종되었으며, 수마트라코뿔소의 개체 수는 이미 멸종된 것으로 추정된다. 2015년, 연구자들은 보르네오코뿔소가 말레이시아 사바주의 보르네오섬 북부에서 멸종되었다고 발표했다. 2016년 초 동칼리만탄주에서 소수의 개체가 발견되었다.
수마트라코뿔소는 구애와 자손 양육을 제외하고는 대부분 고립된 동물이다. 가장 목소리가 큰 코뿔소 종으로, 발로 흙을 표시하고 묘목을 패턴으로 비틀며 배설물을 남기며 의사소통을 하기도 한다. 이 종은 비슷한 은둔형 자바코뿔소보다 훨씬 더 잘 연구되고 있으며, 부분적으로는 수마트라코뿔소 40마리를 포획하여 보존하려는 프로그램 덕분이기도 한다. 현장 외 번식에 도움이 되는 절차에 대한 정보는 거의 없거나 전혀 없었다. 여러 목적지에서 여러 마리의 코뿔소가 한꺼번에 죽고 거의 20년 동안 자손이 생산되지 않았지만, 코뿔소는 곧 벌목될 숲에서 모두 멸종위기에 처했다. 2016년 3월, 칼리만탄에서 수마트라코뿔소 아종 중 하나인 수마트라코뿔소가 발견되었다.
인도네시아 환경부는 2019년 2월부터 수마트라코뿔소의 공식 집계를 시작했으며, 3년 안에 완료할 계획이다. 말레이시아의 마지막으로 알려진 수컷과 암컷 수마트라코뿔소는 각각 2019년 5월과 11월에 사망했다. 이 종은 현재 말레이시아에서 현지에서 멸종된 것으로 간주되며, 인도네시아에서만 생존하고 있다. 현재 남아 있는 개체 수는 80마리 미만이다.

## 묘사

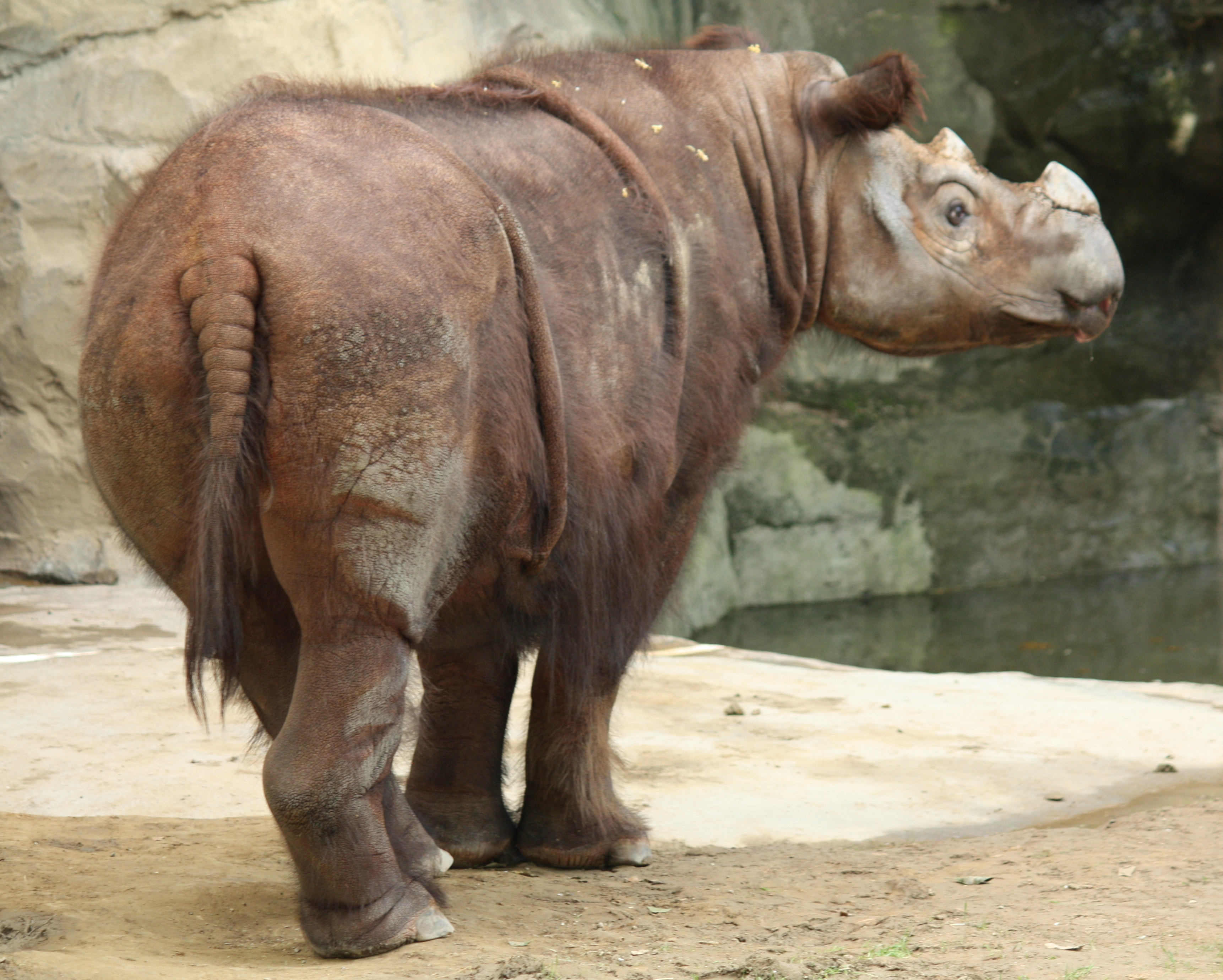
오하이오주 신시내티에 있는 신시내티 동물원의 수마트라코뿔소

인간에 비해 작고 큰 수마트라코뿔소 개체의 크기를 보여주는 다이어그램이다.

성숙한 수마트라코뿔소는 어깨 높이가 약 112~145cm이고 몸길이는 약 236~318cm, 몸무게는 500~800kg이지만 동물원에서 가장 큰 개체는 2,000kg에 달하는 것으로 알려져 있다. 두 아프리카 종과 마찬가지로 두 개의 뿔을 가지고 있다. 큰 코뿔은 일반적으로 15~25cm에 불과하지만, 가장 긴 표본은 81cm로 훨씬 더 길었다. 뒷코뿔은 훨씬 작고 보통 길이가 10cm 미만이며 손잡이보다 작은 경우가 많다. 큰 코뿔은 앞코뿔이라고도 하며, 작은 뒷코뿔은 앞코뿔이라고도 합니다. 뿔은 짙은 회색 또는 검은색이다. 수컷은 암컷보다 더 큰 뿔을 가지고 있지만, 다른 종들은 성적으로 이형적이지 않다. 수마트라코뿔소는 야생에서 약 30~45년을 사는 것으로 추정되며, 포획된 기록적인 기간은 암컷 수마트라코뿔소로, 이들은 약 32년 8개월 동안 살다가 1900년 런던 동물원에서 사망했다.
앞다리 뒤와 뒷다리 앞에서 몸을 감싸고 있는 두 개의 두꺼운 피부 주름이 있다. 코뿔소는 목 주위에 더 작은 피부 주름이 있다. 피부 자체는 얇고 10~16mm이며 야생에서는 피하조직이 없는 것처럼 보인다. 털은 밀도가 높은(어린 종아리에서 가장 밀도가 높은 털)부터 드문드문한 털까지 다양하며, 보통 적갈색이다. 야생에서는 코뿔소가 진흙으로 덮여 있는 경우가 많기 때문에 이 털을 관찰하기가 어렵다. 그러나 사육 상태에서는 털이 자라나고 훨씬 더 덥수룩해지는데, 이는 초목 사이를 걷는 것으로 인한 마모가 적기 때문일 수 있다. 코뿔소는 귀 주위에 긴 털이 있고 꼬리 끝에 두꺼운 털 덩어리가 있다. 모든 코뿔소와 마찬가지로 시력이 매우 좋지 않다. 수마트라코뿔소는 빠르고 민첩하며 가파른 경사면과 강둑을 쉽고 편안하게 가로지른다.

## 분포 및 서식지
수마트라코뿔소는 저지대와 고지대 2차 우림, 늪, 운무림 모두에 서식한다. 물과 가까운 언덕 지역, 특히 가파른 상부 계곡과 넓은 덤불이 자라는 곳에 서식한다. 수마트라코뿔소는 한때 미얀마, 인도 동부, 방글라데시까지 북쪽으로 연속적인 서식지에 서식했다. 확인되지 않은 보고에 따르면 캄보디아, 라오스, 베트남에서도 서식하는 것으로 나타났다. 알려진 모든 살아있는 동물은 수마트라섬에서 발견된다. 일부 환경 보호론자들은 수마트라코뿔소가 미얀마에서 여전히 생존할 가능성은 낮다고 보고 있지만, 가능성은 낮다고 생각한다. 미얀마의 정치적 혼란으로 인해 생존 가능성에 대한 평가나 연구가 이루어지지 않고 있다. 인도 한계에서 발견된 유기 동물에 대한 마지막 보고는 1990년대였다.
수마트라코뿔소는 다른 아시아 코뿔소보다 훨씬 더 널리 분포되어 있어 환경 보호론자들이 수마트라코뿔소의 개체를 효과적으로 보호하기가 어려웠다. 수마트라코뿔소가 서식하는 지역은 부킷 바리산 셀라탄 국립공원, 구눙 레우저 국립공원, 수마트라섬의 웨이 캄바스 국립공원 등 네 곳과 사마린다 서쪽 칼리만탄뿐이다.
수마트라섬에서 가장 큰 케린치 세블라트 국립공원은 1980년대에 약 500마리의 코뿔소가 서식하는 것으로 추정되었지만, 밀렵으로 인해 현재 이 개체군은 멸종된 것으로 간주되고 있다. 말레이반도에서는 어떤 동물도 생존할 가능성이 매우 낮다.
말레이시아에서 마지막으로 알려진 수마트라코뿔소인 이만은 2019년 11월에 사망했으며, 줄기세포 기술은 코뿔소의 개체 수를 활성화하고 말레이시아에서 멸종을 되돌리기 위한 시도로 사용되고 있다. 2023년 현재 인도네시아 웨이 캄바스 국립공원의 수마트라코뿔소 보호구역에서 두 명의 출산이 있었다.